# Домашній чемпіонат Великої Британії 1893
Домашній чемпіонат Великої Британії 1893 — десятий розіграш домашнього чемпіонату, футбольного турніру за участю збірних чотирьох країн Великої Британії (Англії, Шотландії, Уельсу і Ірландії). Перемогу в змаганні вшосте здобула збірна Англії, яка зрівнялася за кількістю титулів із Шотландією. Англійці домінували протягом усього турніру, легко обігравши всіх своїх конкурентів та забивши 17 голів у трьох матчах.
Чемпіонат розпочався матчем збірної Англії проти Ірландії. Англійці перемогли суперника з рахунком 6:1, при цьому нападник Волтер Гілліат зробив хет-трик. Потім з рахунком 6:0 було розгромлено збірну Уельсу. У двох наступних матчах валлійці та ірландці також не змогли нічого протиставити й збірній Шотландії — Уельс був розгромлений на своєму полі з рахунком 0:8 (серед шотландців хет-триком відзначився Джон Баркер, а Джон Мадден зробив покер), ірландці зазнали поразки з рахунком 1:6. Таким чином, переможець чемпіонату мав визначитися в матчі збірних Англії та Шотландії, який пройшов 1 квітня у Лондоні. Англійці забили перший гол вже на 10-й хвилині, проте потім шотландці зрівняли рахунок, а на початку другого тайму зуміли вийти вперед. Проте це не зупинило англійців, які на 58-й хвилині зробили рахунок 2:2, після чого швидко забили у ворота шотландців ще три м'ячі. Перемога із підсумковим рахунком 5:2 принесла збірній Англії чемпіонський титул. Офіційна відвідуваність цього матчу становила 16 000 осіб; за свідченнями очевидців, стадіон був наповнений настільки, що частина вболівальників стояла перед журналістами, частково перекриваючи їм огляд. Як наслідок, досі є деякі розбіжності щодо авторів голів у цьому матчі — окремі джерела повідомляють, що нападник англійців Фред Спікслі зробив хет-трик, тоді як офіційно йому було зараховано лише два голи.
Чемпіонат завершився драматичною зустріччю між збірними Ірландії та Уельсу, в якій ірландцям важко вдалося перемогти з рахунком 4:3, що забезпечило їм підсумкове третє місце в таблиці.

## Таблиця
| Поз | Команда    | І | В | Н | П | ГЗ | ГП | РГ  | О |  |
| --- | ---------- | - | - | - | - | -- | -- | --- | - |  |
| 1   | Англія (C) | 3 | 3 | 0 | 0 | 17 | 3  | +14 | 6 |  |
| 2   | Шотландія  | 3 | 2 | 0 | 1 | 16 | 6  | +10 | 4 |  |
| 3   | Ірландія   | 3 | 1 | 0 | 2 | 6  | 15 | −9  | 2 |  |
| 4   | Уельс      | 3 | 0 | 0 | 3 | 3  | 18 | −15 | 0 |  |